# Koos Human
Koos Human (n. 29 noiembrie 1931, Boksburg⁠(d), Gauteng, Africa de Sud – d. 10 august 2018) a fost un editor, jurnalist și muzicolog sud-african. A fondat în 1959 editura Human & Rousseau, împreună cu Leon Rousseau. Compania a crescut rapid și a adus o contribuție semnificativă la promovarea industriei de carte din Africa de Sud. Editura Human & Rousseau a fost vândută grupului Nasionale Pers în 1977 și a celebrat cea de-a 50-a aniversare în februarie 2009.

## Biografie

### Originea și copilăria
Jacobus Johannes (Koos) Human s-a născut pe 29 noiembrie 1931 la Witfield, lângă Boksburg, în Randul de est, unde a crescut. Tatăl său era funcționar la o companie minieră. Koos s-a înscris la Hoërskool Voortrekker din Boksburg.

### Studii
După absolvirea studiilor secundare, s-a înscris la Universitatea din Witwatersrand unde a vrut inițial să urmeze studii muzicale, dar s-a răzgândit curând și a studiat limbile străine. În 1953, sub conducerea C.M. van den Heever, a elaborat o lucrare de disertație pentru un masterat în istoria literaturii populare africane sub titlul Die gewilde literêre werk: ’n ondersoek na die rol van leesstof in die hedendaagse samelewing. A fost jurnalist la Die Vaderland timp de peste un an de la 1 decembrie 1950 și apoi profesor timp de trei sferturi de an, apoi a lucrat timp de doi ani ca traducător pentru die Vleisraad (Consiliul Cărnii).

### Cariera în industria editorială
A intrat apoi în industria editorială. În aprilie 1954 a fost angajat la Librăria Națională din Cape Town, mai întâi ca asistent în secția de publicații școlare și de la începutul anului 1956 ca șef al secției de publicații generale. La începutul lunii aprilie 1958 a devenit director al Afrikaanse Pers-Boekhandel, poziție în care s-a ocupat atât de activitatea editorială, cât și de activitatea de comercializare a cărților. Deși a fost la început o poziție atrăgătoare și provocatoare, el și-a dat seama curând că această companie se confrunta cu probleme mari și a decis să demisioneze în interesul propriu.
S-a întors la Cape Town în februarie 1959, unde, împreună cu Leon Rousseau, a înființat editura Human & Rousseau. Această editură a publicat unele dintre cele mai importante opere literare în limba afrikaans, inclusiv scrieri ale D.J. Opperman, Elisabeth Eybers, Etienne Leroux, André P. Brink și Breyten Breytenbach. Editura a fost achiziționată de grupul National Press în 1977, dar Human a rămas director general până la pensionarea sa.

### Viața personală
Pe 3 ianuarie 1959 s-a căsătorit cu Nakkie, fiica lui N. P. van Wyk Louw, cu care a avut două fiice: Joan Isabeau și Louisa Maria și un fiu: Jacobus Johannes. După moartea soției sale la 14 iulie 1984, s-a căsătorit în 1986 cu profesoara de istorie Trewhella Cameron.
După ce s-a retras din Human & Rousseau în decembrie 1994, a devenit redactor al paginii de opinii a ziarului Insig pentru o perioadă de timp din ianuarie 1995, în timp ce a condus, de asemenea, mica editură Brommaert-pers. Ani de zile s-a implicat în Kaapse Raad vir Uitvoerende Kunste (KRUIK) în calitate de președinte al comitetului de muzică, președinte al comitetului de balet și membru al comitetului executiv. El a scris în mod regulat principalul articol apărut sâmbăta în Die Burger din martie 1986 până în septembrie 2008. În 1995 a susținut prelegerea memorială D.F. Malherbe din Bloemfontein, intitulată Die toekoms van die Afrikaanse boek („Viitorul cărții africane”).

## Activitatea literară
În calitate de compilator, a fost responsabil cu alcătuirea volumului Willekeur, în care a inclus o serie de scrieri în proză (nuvele, extrase scurte din lucrări mai lungi, articole, schițe și eseuri) ale unor autori cunoscuți.
Liggaamlose taal  este o colecție compilată de el care cuprinde poezii despre muzică.
Die A tot Z van klassieke musiek este o lucrare de referință despre muzică, nominalizată în 1993 pentru Premiul de raportare non-ficțiune. Povești interesante despre cărți și autori provenite din experiența sa ca editor sunt incluse în volumul 'n Lewe met boeke, în timp ce Raar maar waar este o colecție de întâmplări aproape incredibile.
Met liefde aan moeder (tradus în engleză ca To mother with love) este o colecție de zicale care onorează rolul mamei.

## Scrieri
Printre lucrările care au apărut sub semnătura sa sunt:
| An   | Scrieri originale                            |
| ---- | -------------------------------------------- |
| 1992 | Die A tot Z van klassieke musiek             |
| 2000 | Raar maar waar                               |
| 2006 | ’n Lewe met boeke                            |
|      | Antologii                                    |
| 1994 | Willekeur                                    |
| 1996 | Liggaamlose taal                             |
| 1997 | Met liefde aan moeder (cu Trewhella Cameron) |
|      | To mother, with love (cu Trewhella Cameron)  |

### Cărți
- Beukes, W.D. (red.) Boekewêreld: Die Nasionale Pers in die uitgewersbedryf tot 1990. Nasionale Boekhandel Bpk. Kaapstad. Prima ediție, 1992.
- Kannemeyer, J.C. Geskiedenis van die Afrikaanse literatuur 2. Academica. Pretoria, Kaapstad en Johannesburg. Prima ediție, 1983.
- Kannemeyer, J.C. D.J. Opperman: ’n Biografie. Human & Rousseau. Kaapstad en Pretoria. Prima ediție, 1986.
- Kannemeyer, J.C. Die Afrikaanse literatuur 1652–2004. Human & Rousseau. Kaapstad en Pretoria. Prima ediție, 2005.
- Kannemeyer, J.C. Leroux: ’n Lewe. Protea Boekhuis. Pretoria. Prima ediție, 2008.
- Van Biljon, Madeleine. Geliefde leesgoed. Quellerie-Uitgewers Edms. Bpk. Kaapstad. Prima ediție, 1996.

### Reviste și ziare
- Botha, Johann. Breek ’n broodjie met Koos. Die Burger, 10 decembrie 1994.
- Human, Koos. Nuwe bries in ’n saai boekwêreld. By, 14 martie 2009.
- Leroux, Etienne. In gesprek met Koos Human by geleentheid van die 25e bestaansjaar van Human & Rousseau Uitgewers. Tydskrif vir Letterkunde. Jaargang 22, nr. 4, noiembrie 1984.
- Opperman, D.J. ’n Natsteen vir Koos Human. Die Volksblad, 11 decembrie 1981.
- Retief, Hanlie. Prins van boeke. Rapport, 15 octombrie 2006.
- Rousseau, Leon. Van broekskeur tot heerlike tye. By, 14 martie 2009.
- Truter, Suzette. Pa en dogter woel met woorde. Sarie, 19 iunie 1996.
- Wyngaard, Heindrich. Human pen sy laaste hoofartikel hier neer. Die Burger, 6 septembrie 2008.
- Die Burger. 2001. Uitgewersprins van toeka nou `President', 29 noiembrie 2014[nefuncțională]